# Niuginitrichia ukarumpa
Niuginitrichia ukarumpa är en nattsländeart som beskrevs av Wells 1990. Niuginitrichia ukarumpa ingår i släktet Niuginitrichia och familjen smånattsländor. Inga underarter finns listade i Catalogue of Life.